# Phengaris arion
Phengaris arion е вид насекомо от семейство Синевки (Lycaenidae).

## Разпространение
Видът е разпространен в Австрия, Азербайджан, Албания, Армения, Беларус, Белгия, България, Германия, Грузия, Гърция, Дания, Естония, Иран, Испания, Италия, Казахстан, Киргизстан, Китай, Латвия, Литва, Молдова, Монголия, Полша, Румъния, Русия, Словакия, Сърбия, Турция, Украйна, Унгария, Финландия, Франция, Черна гора, Чехия, Швейцария, Швеция и Япония.